# Peter Szech
Peter Szech (* 26. Mai 1953 in Essen; † 3. März 2014 in Neuss) war ein deutscher Fußballspieler, der auf der Stürmerposition spielte.

## Karriere

### Schwarz-Weiß Essen und VfR Neuss
Szech begann seine Karriere 1972 bei Schwarz-Weiß Essen. Nachdem er in den ersten beiden Spielzeiten nicht berücksichtigt worden war, bestritt er sein erstes Profispiel am 3. August 1974 beim 0:0 gegen den VfL Wolfsburg. In dieser Saison bestritt er zwölf Spiele, in denen Szech aber kein Tor schoss. Danach wechselte er für drei Jahre in seine Heimatstadt zum VfR Neuss.

### Bayer Leverkusen
Zur Saison 1978/79 wechselte Peter Szech zum damaligen Zweitligisten Bayer 04 Leverkusen. Nach seinem Debüt am ersten Spieltag gegen Fortuna Köln (3:1) entwickelte er sich als Stammspieler. Er erzielte in 37 Spielen seiner ersten Saison 15 Tore und stieg mit Bayer in die Bundesliga auf. Sein dortiges Debüt gab Szech bei der 1:3-Niederlage am ersten Spieltag der Saison 1979/80 gegen den FC Bayern München. In den folgenden Spielzeiten blieb er Stammspieler und erzielte in 130 Spielen für die „Werkself“ 39 Tore. Seine beiden wichtigsten Treffer waren die zum 2:1-Sieg im Rückspiel der Relegation der Saison 1981/82 gegen Kickers Offenbach, wodurch er den Abstieg seines Vereins aus der Bundesliga verhinderte.

### Bayer 05 Uerdingen
Zur Saison 1982/83 wechselte Peter Szech zum Zweitligisten Bayer 05 Uerdingen, wo er ebenfalls sofort zum Stammspieler wurde. Er erzielte in 27 Spielen sieben Tore und verhalf dem Team zum Aufstieg in die Bundesliga. In der Hinrunde der Bundesligasaison 1983/84 kam er jedoch nicht mehr zum Einsatz, weshalb er den Verein erneut wechselte.

### Rückkehr nach Essen
Zur Winterpause der Saison 1983/84 schloss er sich Rot-Weiss Essen an. Hier bestritt er jedoch nur die Begegnungen zwischen dem 20. und 25. Spieltag und erzielte zwei Tore. Sein letztes Profispiel am 25. Februar 1984 war das 1:1-Unentschieden gegen den MSV Duisburg, in dem er den Ausgleichstreffer erzielte.

## Späteres Leben
Szech lebte 20 Jahre lang auf einem Bauernhof in Thailand und starb im März 2014 an den Folgen eines Motorradunfalls.